# Johann Friedrich Ernst Stange
Johann Friedrich Ernst Stange (* 1797 in Dresden; † 2. April 1861 in Cölln) war ein deutscher evangelisch-lutherischer Theologe und Autor.

## Leben und Wirken
Ernst Stange besuchte die Kreuzschule in Dresden und studierte Evangelische Theologie an der Universität Leipzig, wo er 1821 zum Dr. phil. promoviert wurde. Am 17. Februar 1823 wurde er in Hamburg als Kandidat des Geistlichen Ministeriums angenommen und 1824 Hilfsprediger an der Hauptkirche Sankt Jacobi. Hier übersetzte er eine Disputation des holländischen Theologen Elias Annes Borger (1784–1820) über den Mystizismus und veröffentlichte sie mit einem Vorwort von Johann Gottfried Gurlitt. Die Schrift führte zu erheblichen Diskussionen im von der Aufklärung geprägten Hamburg. Auch Martin Hieronymus Hudtwalcker äußerte sich in einer Streitschrift Ueber den Einfluss des sogenannten Mysticismus und der religiösen Schwärmerei auf das Ueberhandnehmen der Geisteskrankheiten und des Selbstmordes, besonders in Hamburg, was wiederum zu einer Entgegnung von Stange führte.

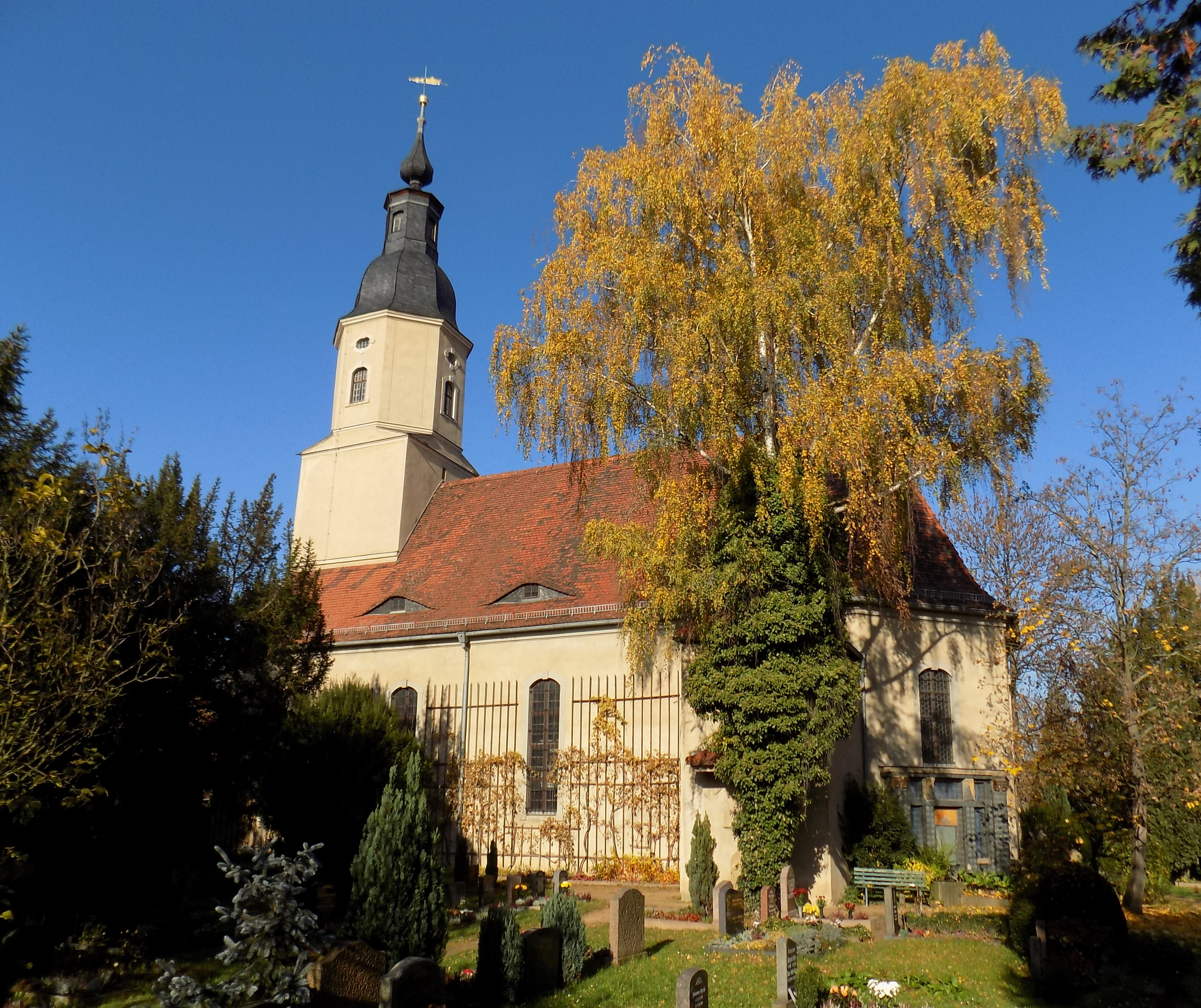
St. Urban (Cölln)

1828 erhielt Stange an der Sonntagsschule in seiner Geburtsstadt Dresden eine feste Anstellung als Hauptlehrer. Schon ein Jahr später erhielt er die Ordination als evangelisch-lutherischer Pfarrer in der kleinen Gemeinde Gleisberg bei Nossen. Im Jahre 1845 wechselte er als Pfarrer nach Cölln bei Meißen, wo er bis zu seinem Tod im Alter von 64 Jahren wirkte.
Er veröffentlichte zahlreiche Predigten und schrieb einige theologische Aufsätze.

## Werke (Auswahl)
- Ueber den Mysticismus, Hamburg, 1824.
- F. A. Borger, über den Mysticismus. Aus dem Lateinischen übersetzt, Altona, 1826.
- Ueber Schwärmerei, christlichen Mysticismus und Proselytenmacherei, Altona 1827.
- Einige Worte gegen die Hudtwalcker’sche Schrift. Ueber den Einfluß des sogenannten Mysticismus etc. auf die Ueberhandnahme der Geisteskrankheiten u. Selbstmorde, Kiel, 1827.
- Ueber Sonntagsschulen und über die Dresdner insbesondere, Dresden, 1829.
- Zwei vollständige Confirmationshandlungen, Dresden, 1832.
- Ueber Verbindung zwischen Schule und Kirche, Leipzig, 1834.
- Predigtskizzen über die neuen Texte, 5 Hefte, Grimma, 1836.
- Predigtskizzen über die Evangelien, in Verbindung mit dem Pfarrer Uhlmann in Freiberg und andern Geistlichen, 6 Hefte, Grimma 1837.
- Predigtskizzen über die alten und neu verordnten Episteln in Verbindung mit drei andern Geistlichen, 5 Hefte, Grimma, 1837–1838.
- Predigtskizzen über die neu verordneten historischen Texte, in Verbindung mit einem andern Geistlichen, 5 Hefte, Grimma, 1839.
- Predigtskizzen über den neu vorgeschriebenen dreifachen historisch-didactischen Text-Cyclus, in Verbindung mit den Pastoren Klemm und Wolf, 6 Hefte, Grimma 1840.
- Drei Supplementhefte zur 2. Hälfte des Perikopenbuchs, in Verbindung mit zwei andern Geistlichen, Grimma, 1844.
- Vollständige Confirmationshandlungen, 2 Abteilungen, Grimma 1844.
- Anregende Gedanken über die historisch-didactischen Texte, in Verbindung mit einem andern Geistlichen, 2 Hefte, Grimma 1847.
- Anregende Gedanken über die evangelische Perikopen etc., 2 Hefte, Grimma 1849.
- Ideen zu den epistolischen Perikopen etc., 2 Hefte, Grimma, 1850.
- Ideen zu den neuen historischen Texten, 2 Hefte, Grimma 1854.